# Терзиев-Порошин, Николай Владимирович
Николай Владимирович Терзиев-Порошин (22 июля 1890, Москва — 21 сентября 1962, там же) — советский учёный-правовед, специалист в области криминалистики и судебной экспертизы, доктор юридических наук (1942), профессор.